# 45ème disque d'or pour une super-star
45ème disque d'or pour une super-star è una raccolta della cantante italo-francese Dalida, pubblicata nel 1977 da Sonopresse.
Contiene undici brani del repertorio musicale dell'artista.
Il disco venne pubblicato sia in LP che in musicassetta e commercializzato, oltre che in Francia, anche in Canada sotto l'etichetta Able.

## Tracce
Lato A
1. Remember... c'était loin
2. J'attendrai
3. Il venait d'avoir 18 ans
4. Le petit bonheur
5. Paroles, paroles (in duo con Alain Delon)
6. Le Parrain (Parle plus bas)

Lato B
1. Besame mucho
2. Femme est la nuit
3. Anima mia
4. Captain Sky
5. Gigi l'amoroso